# Kesselyák Mihály
Kesselyák Mihály (Budapest, 1941. március 27. – 1994. május 25.) magyar gépészmérnök, pilóta, repülőgép-tervező és főiskolai oktató. Két vitorlázó repülőgép tervezése fűződik a nevéhez.

## Élete és munkássága

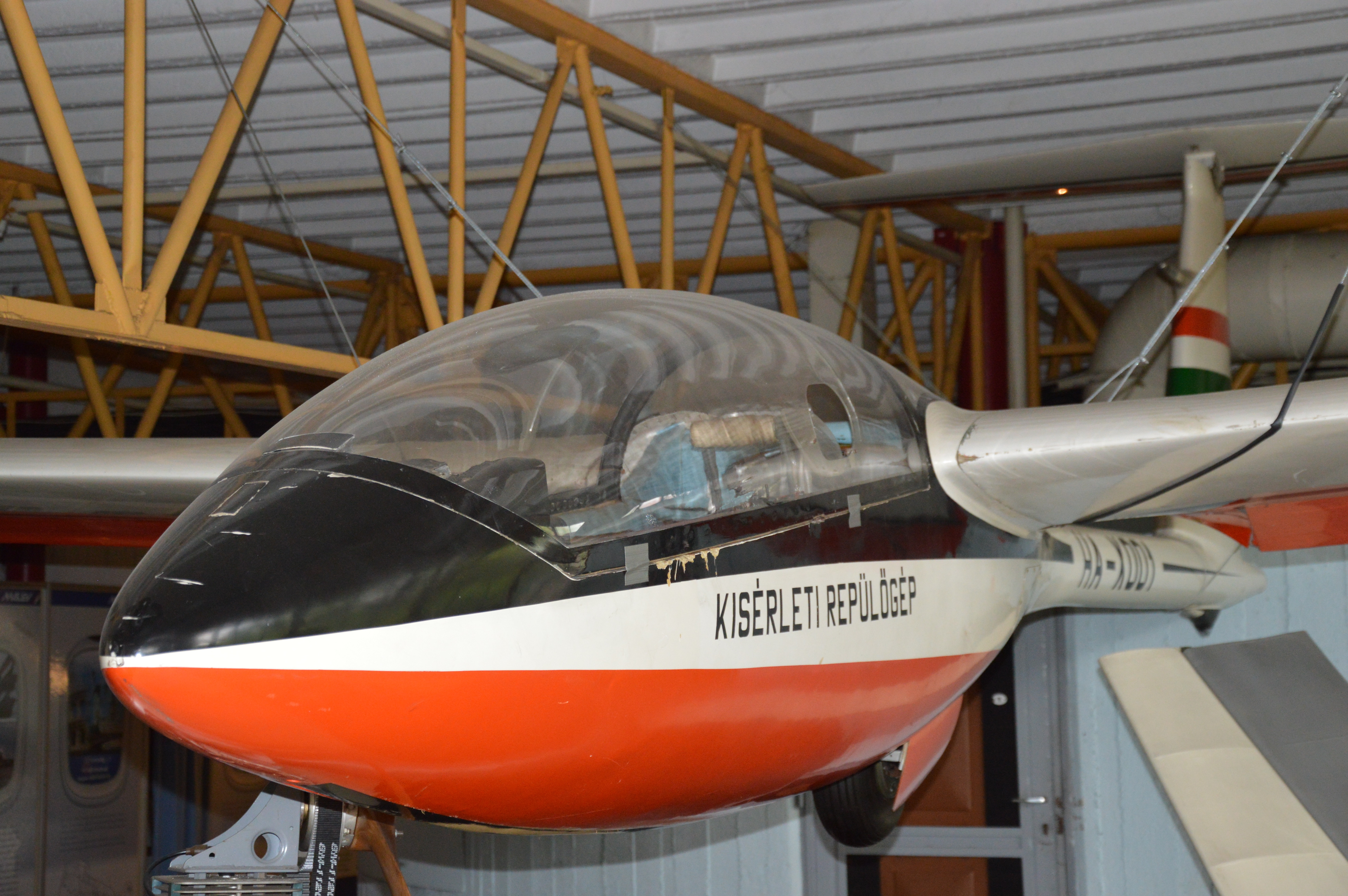
Kesselyák KM–400 vitorlázó repülőgépe a Közlekedési Múzeum Repüléstörténeti Kiállításán

1955–1959 között a szegedi Radnóti Miklós Kísérleti Gimnáziumban tanult.
Vezető tervezője volt a Pestvidéki Gépgyár Esztergomi Gyáregységében az 1960-as évek végén tervezett és készített EV.1.K Fecske teljesen fémépítésű vitorlázó repülőgépnek. A gép szárnycsatlakozásához Kesselyák által szabadalmaztatott újszerű megoldást használtak. A gép balesete miatt nem került sor a sorozatgyártásra.
1970–1987 között a Nyíregyházi Mezőgazdasági Főiskola repülő ágazatának oktatója, tanszékvezetője volt. Nyíregyházán tervezte és építette meg 1983-ban a KM–400 típusjelű, vegyes, műanyag- és fémépítésű vitorlázó repülőgépét, amely jelentős technológiai előrelépést hozott a magyarországi repülőgép-építésben. Ennél a gépnél alkalmaztak Magyarországon először műanyag szerkezeti elemeket. A gép különleges kormányzási rendszerrel, magassági kormány nélkül készült, a magassági kormányzást a szárny íveltségének változtatásával végezték.
Eredményes vitorlázórepülő pilóta volt. 1948-tól számítva a 106. aranykoszorús vitorlázó pilóta. Az aranykoszorú feltételei közül az időtartam-repülést 1964-ben (5 óra 17 perc), a távrepülést 1968-ban (308 km), a magassági repülést 1971-ben (3670 m) teljesítette. A nyíregyházi vitorlázórepülő klub tagjaként több hazai és nemzetközi versenyen szerepelt eredményesen. Egy alkalommal (1986-ban, standard osztályban) volt nemzeti bajnok, három alkalommal (1977, 1984, 1988) szerzett második helyet a Vitorlázórepülő Nemzeti Bajnokságon, egy alkalommal (1985) pedig harmadik lett.
1974-ben lett a műszaki tudományok doktora. 1979-ben a Gépipari Tudományos Egyesület egyesületi érmével tüntették ki.

## Emlékezete
Nevét viseli a nyíregyházi Albatrosz Vitorlázórepülő Egyesület 2010-ben alapított díja (Kesselyák-kupa vándordíj).